# Ґусл
Ґусл (غسل ґусл, ґусул) — в ісламі акт повного очищення тіла шляхом ритуального омовіння. На відміну від вуду (неповного обмивання), ґусл передбачає обмивання не тільки рук, ніг та обличчя, але і всього тіла. Ґусл роблять в тих випадках, коли виконання ритуалу вуду недостатньо, щоб очистити тіло (після різних непорядних вчинків, важкої хвороби, важкої дороги тощо).